# Calycophyllum candidissimum
Calycophyllum candidissimum là một loài thực vật có hoa trong họ Thiến thảo. Loài này được (Vahl) DC. mô tả khoa học đầu tiên năm 1830.

## Hình ảnh

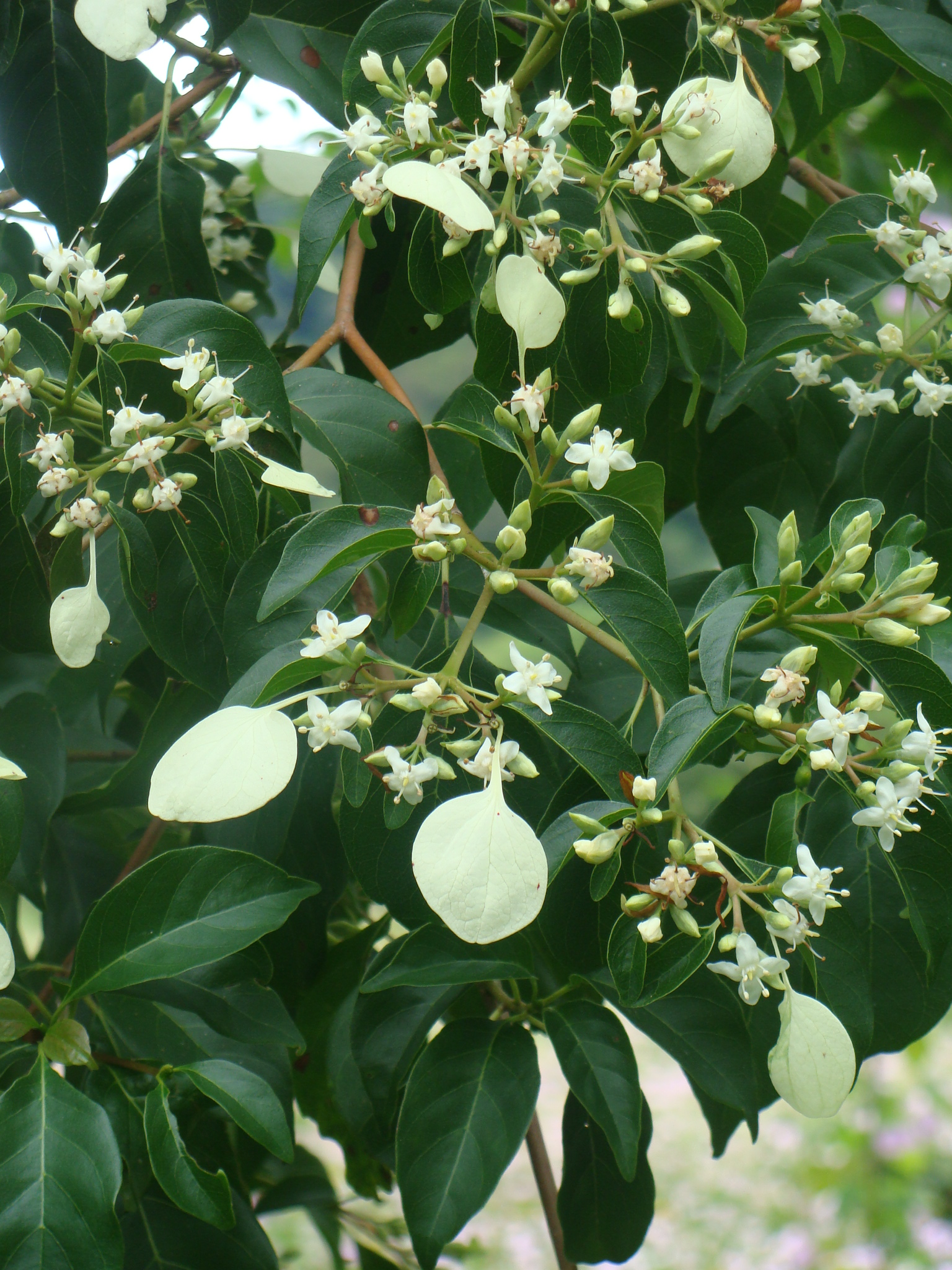
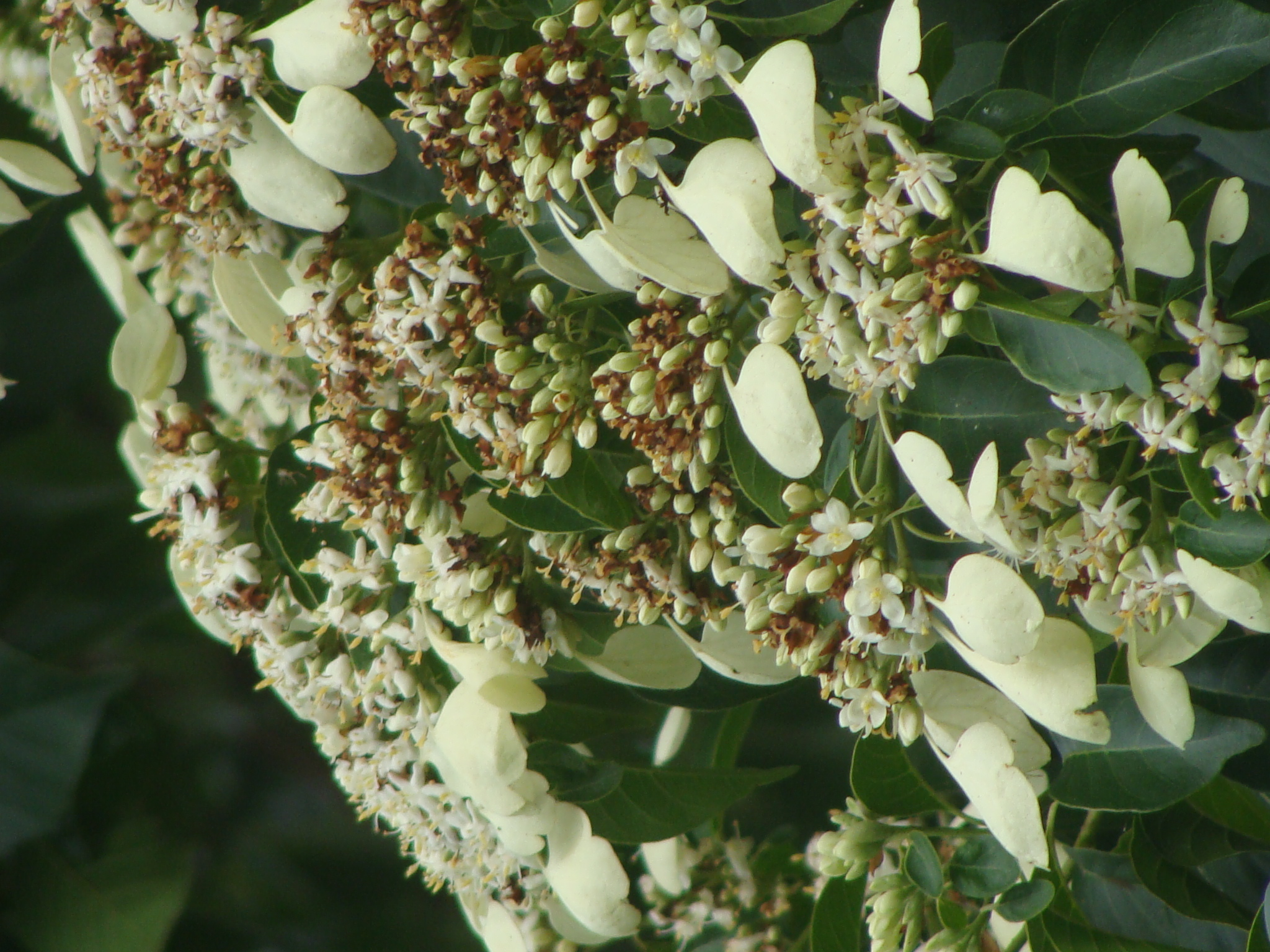
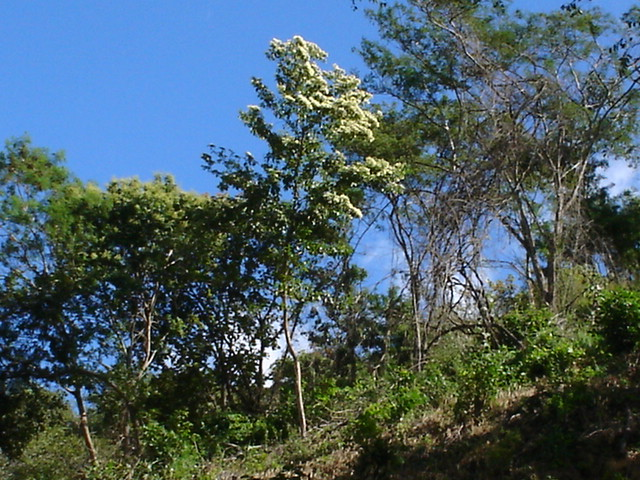